# Morris Jeppson
Morris Richard Jeppson (Logan, Utah, 23 de junio de 1922-Las Vegas, Nevada, 30 de marzo de 2010) fue un militar estadounidense que sirvió como técnico asistente a bordo del Enola Gay en la misión de bombardeo atómico a la ciudad de Hiroshima en 1945.

## Biografía
Jeppson nació en Logan, Utah y se crio tempranamente en Carson City en el estado de Nevada, era el tercer hijo del matrimonio de religión mormona  compuesto por Robert y Elsie Jeppson.

### Servicio militar
Se unió a los 19 años a la  Fuerza Aérea en Boca Ratón para entrenamiento básico, no calificó para piloto; sin embargo, asistió a la Universidad de Yale para especializarse en sistemas de radar y telecomunicaciones ascendiendo al final del programa a subteniente y llegó a segundo teniente  lugarteniente en el ejército de los Estados Unidos durante la Segunda Guerra Mundial

### Grupo aéreo 509
Fue asignado al grupo 509 en Wendover, Utah y fue entrenado en electrónica de armas sin saber a ciencia cierta el objetivo concreto de un programa considerado de alto secreto, tampoco tuvo contacto directo con las tripulaciones del 509 y fue trasladado en forma independiente a la isla de Tinian donde finalmente se incorporó al grupo de  Paul Tibbets.
Sirvió como asistente técnico electrónico y responsable de armas del Enola Gay, que lanzó la primera bomba atómica sobre Hiroshima, Japón el 6 de agosto de 1945. Jeppson tenía 22 años y tenía el grado de teniente.
Jeppson, junto con el contraalmirante William Sterling Parsons fueron los responsables de armar en vuelo (activar) la bomba durante el vuelo desde Tinian a Japón. La función de Jeppson fue retirar los sistemas de seguridad (fusibles verdes)  de la bomba y reemplazarlos por fusibles de color rojo, mientras que Parsons preparaba el detonador justo antes de alcanzar la zona del objetivo, un trabajo que luego causaría controversia. 
En septiembre de 1945, Jeppson fue galardonado con la Estrella de Plata en reconocimiento a su servicio a su país.

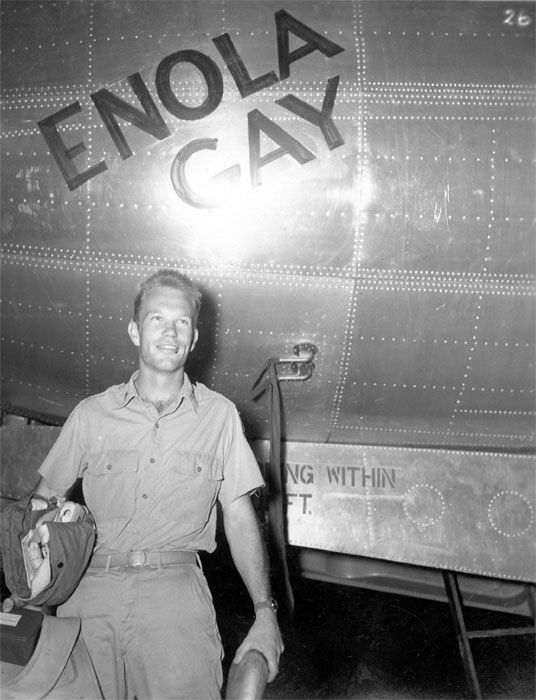
Morris Jeppson junto al Enola Gay.

### Posguerra
Durante los años 50, Jeppson trabajó como científico en el Livermore National Laboratory en California desarrollando armas termonucleares de hidrógeno. Después, a lo largo de su carrera, colaboró en el desarrollo de diversas tecnologías como el manejo de las microondas o estabilizadores para helicópteros.
Durante muchos años, Jeppson evitó hablar en público de la misión en el Enola Gay por miedo a represalias contra él y/o su familia. Hacia 1985 relajó su posición concediendo algunas entrevistas y comentó sobre su cometido en esa misión diciendo que fue un servicio a la patria a la cual estaba obligado todo militar americano. 
En el 40 aniversario del lanzamiento de la bomba, Jeppson concedió una entrevista y contó parte de la misión.
Una reunión planeada para el 60 aniversario del lanzamiento iba a tener lugar en la isla de Guam, pero nunca llegó a materializarse.

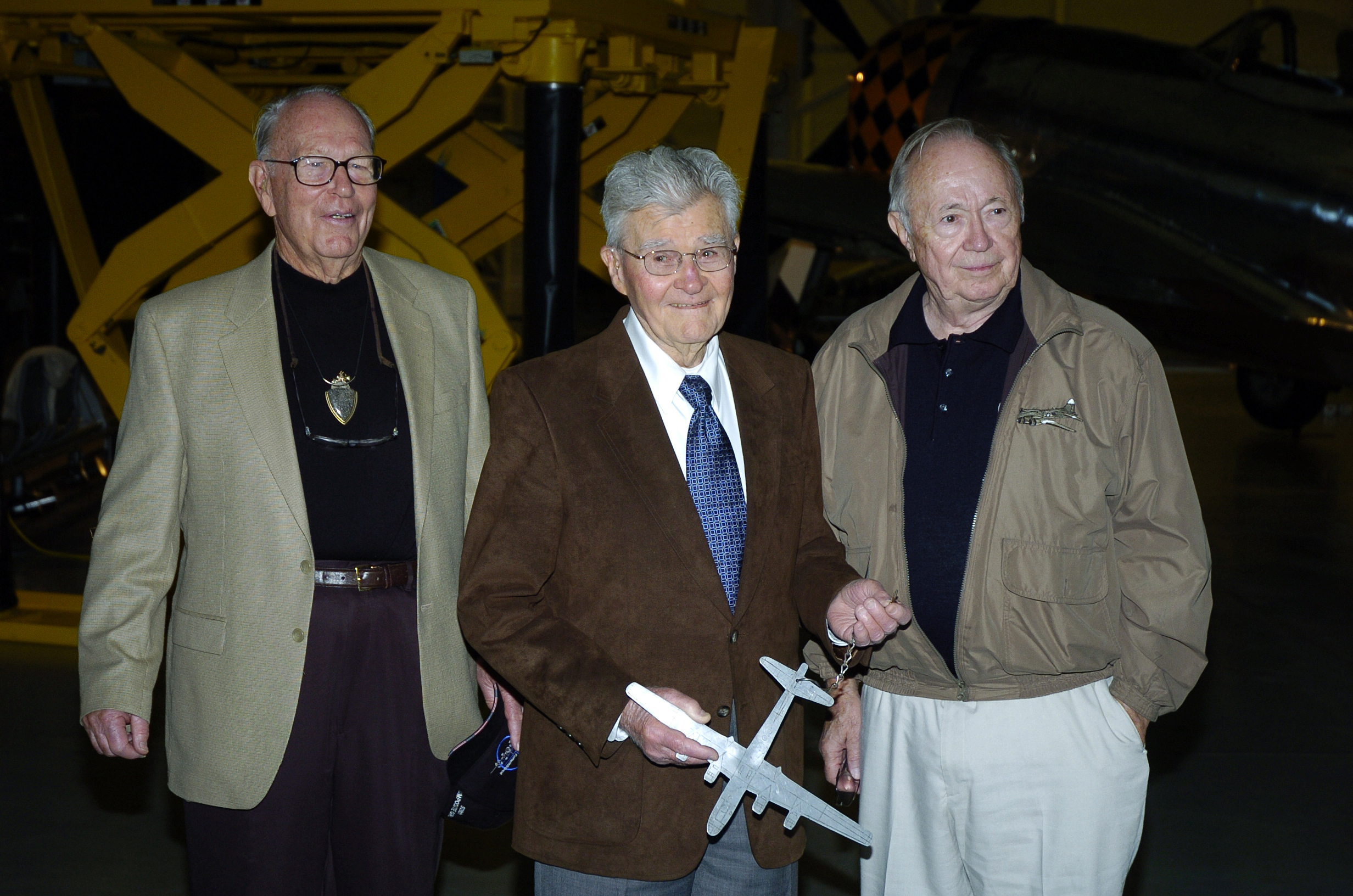
De izquierda a derecha: Morris Jeppson, Coronel Paul Tibbets y Theodore Van Kirk en el Museo Nacional del Aire y el Espacio "Steven F Udvar-Hazy" el 23 de octubre de 2004.

### Fusibles de seguridad
Existe una controversia acerca de la venta de los "conectores de seguridad" de la bomba que Jeppson guardó consigo en la misión y que se intentaron vender en junio de 2002. Estos conectores eran los fusibles verdes de seguridad de la bomba.
La bomba estaba protegida durante el vuelo contra una posible detonación prematura por la inserción de 4 conectores, en realidad interruptores  (fusibles de color verde)  en su sistema eléctrico, bloqueando la conexión desde la batería interna hasta el mecanismo de detonación para prevenir así que un pequeño voltaje llegara a alcanzar y activar el mecanismo. Cada uno tenía aproximadamente el tamaño y forma de un encendedor de cigarrillos de coche y unas 3 pulgadas de largo, con una caperuza verde para los conectores de seguridad y los conectores de activación eran con una caperuza roja que eran los que armaban la bomba. Después de la misión Jeppson conservó los verdes en su poder.
Los conectores fueron puestos a subasta. El Gobierno de los Estados Unidos trató de detenerla interponiendo una demanda con la argumentación de que ese era material clasificado como secreto. Pero la juez del distrito Susan Illston rechazo la demanda del gobierno dando vía libre a la venta. Los conectores fueron temporalmente vendidos al físico retirado Clay Perkins por 167,000$.
La revista TIME, publicó en un completo artículo conmemorando el 60 aniversario del lanzamiento de las bombas sobre las ciudades japonesas diversas narraciones de Jeppson y otros miembros de la tripulación sobre sus experiencias.

### Vida final
Después de retirarse de su trabajo como físico, Jeppson vivió en la ciudad de Las Vegas en Nevada con su segunda mujer. Murió el 30 de marzo de 2010 en Las Vegas, dejando viuda, tres hijos, cinco nietos y tres bisnietos.